# Pomniki Jana Heweliusza w Gdańsku
Pomniki Jana Heweliusza – dwa pomniki wybitnego polskiego astronoma Jana Heweliusza na gdańskim Starym Mieście i jeden w dzielnicy Przymorze Małe.

## Historia
Jan Heweliusz, pochodzący z Gdańska i przez większość życia związany z miastem, żył w latach 1611-1687. Na terenie miasta upamiętniają go trzy pomniki. Pierwszy pomnik powstał w 1973 z dobrowolnych składek gdańszczan, zbieranych od 1970 z inicjatywy gdańskiego klubu Towarzystwa Przyjaciół Dzieci „Neptun”. Wykonany jest z piaskowca, a astrolabium z miedzianej blachy. Na kolumnie są zainstalowane litery, w pięciu wierszach tworzące napis: JANOWI / HEWELIUSZOWI / GDAŃSKA / MŁODZIEŻ / 1973. Pomnik został odsłonięty 18 lutego 1973, w trakcie uroczystych obchodów 500-lecia urodzin polskiego astronoma Mikołaja Kopernika, na skwerze między Wielkim Młynem a Ratuszem Staromiejskim przy ul. Korzennej. Autorem pomnika był zakopiańsko-gdański artysta rzeźbiarz Michał Gąsienica Szostak. W 2004 pomnik został przeniesiony na zieleniec między Hotelem Mercure Gdańsk Stare Miasto (dawny Hotel Heweliusz) - znajdującym się przy ul. Heweliusza, a ul. Wodopój.
12 maja 1973 odsłonięto drugi gdański pomnik astronoma, na Przymorzu Małym, w związku z nadaniem ówczesnej Szkole Podstawowej nr 71 imienia astronoma. Mimo likwidacji w 2001 szkoły (na rzecz gimnazjum) pomnik autorstwa gdańskiego rzeźbiarza Wiesława Pietronia pozostawionu na placu przed wejściem do budynku od ul. Zgody.
28 stycznia 2006 przed Ratuszem Staromiejskim, podczas obchodów 395. rocznicy urodzin Jana Heweliusza, odsłonięto trzeci pomnik Heweliusza w Gdańsku. Został umieszczony w miejscu pierwotnej lokalizacji pierwszego pomnika. Autorem pomnika jest gdański rzeźbiarz Jan Szczypka. Monument wykonany w brązie przedstawia naturalnej wielkości siedzącą postać uczonego. Rzeźba została utrzymana w stylistyce późnego baroku. W otaczającym trotuarze zostały umieszczone trzy płyty informacyjne, po jednej w języku polskim, angielskim i niemieckim. W 2009 autor pomnika zaprojektował mapę gwiaździstego nieba na jednej ze ścian kamienicy przed trzecim pomnikiem Jana Heweliusza, by postać uczonego spoglądała na mapȩ nieba.

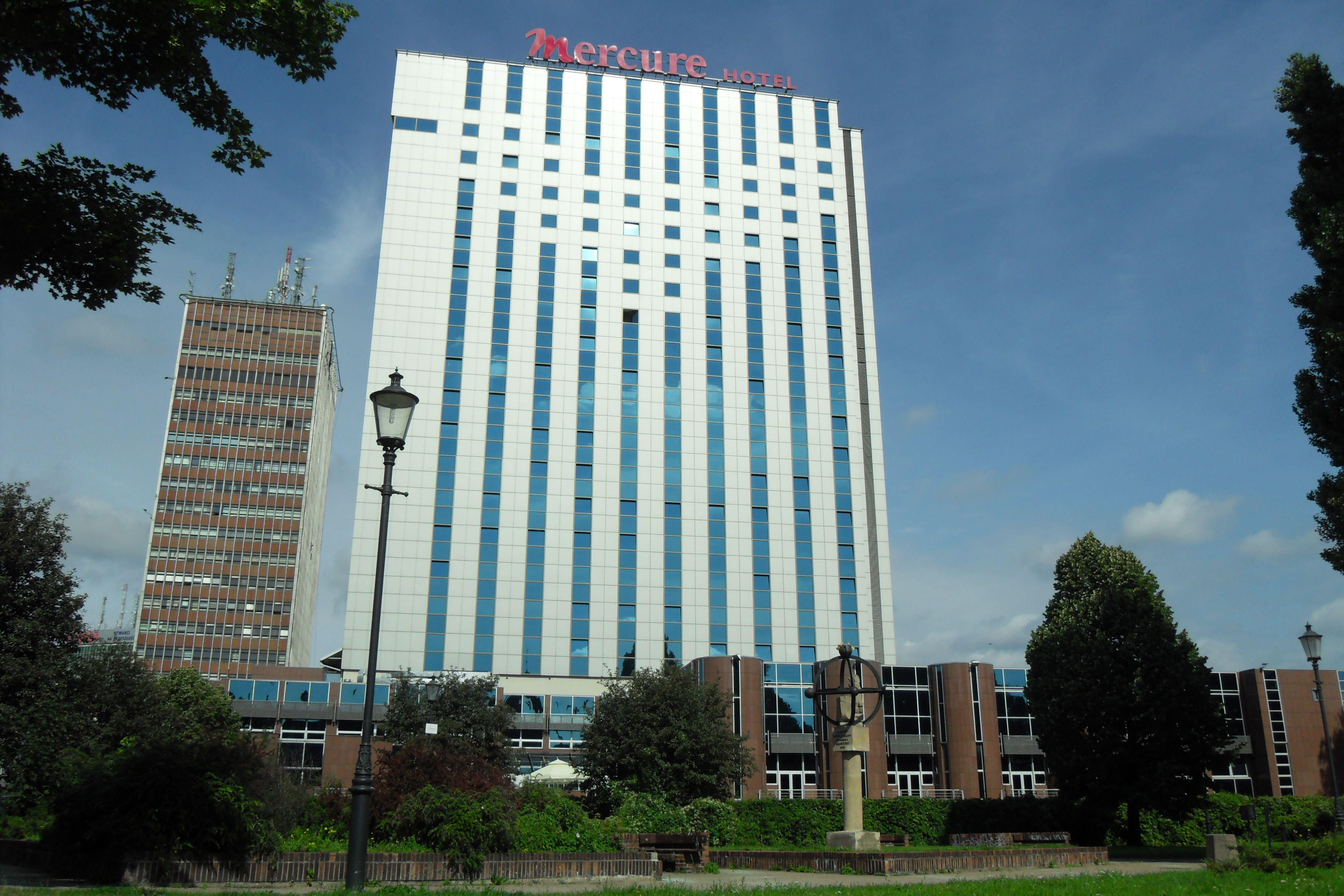
Pierwszy pomnik Heweliusza w drugiej lokalizacji, na tle dawnego Hotelu Heweliusz
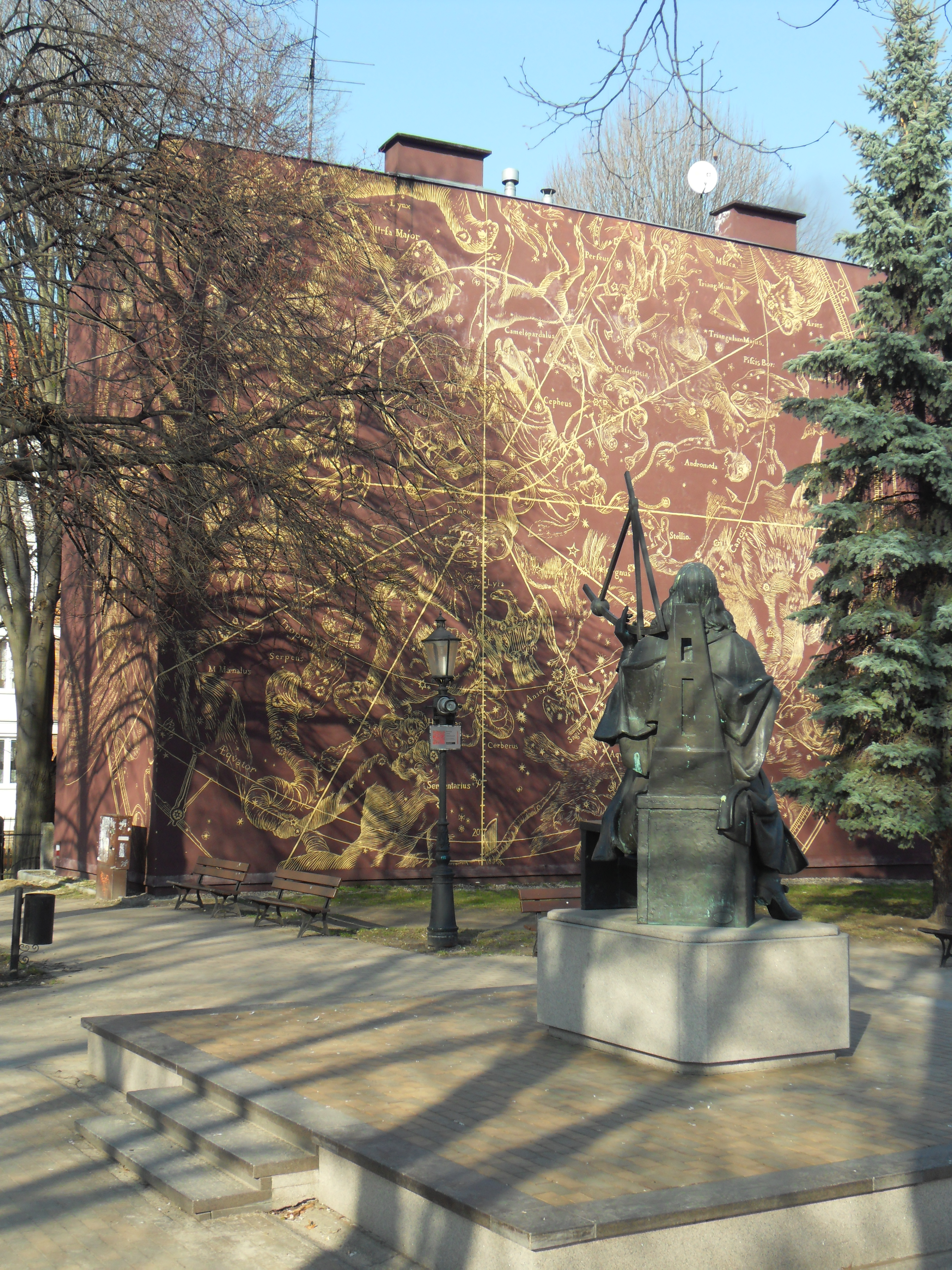
Trzeci pomnik Heweliusza na tle mapy nieba
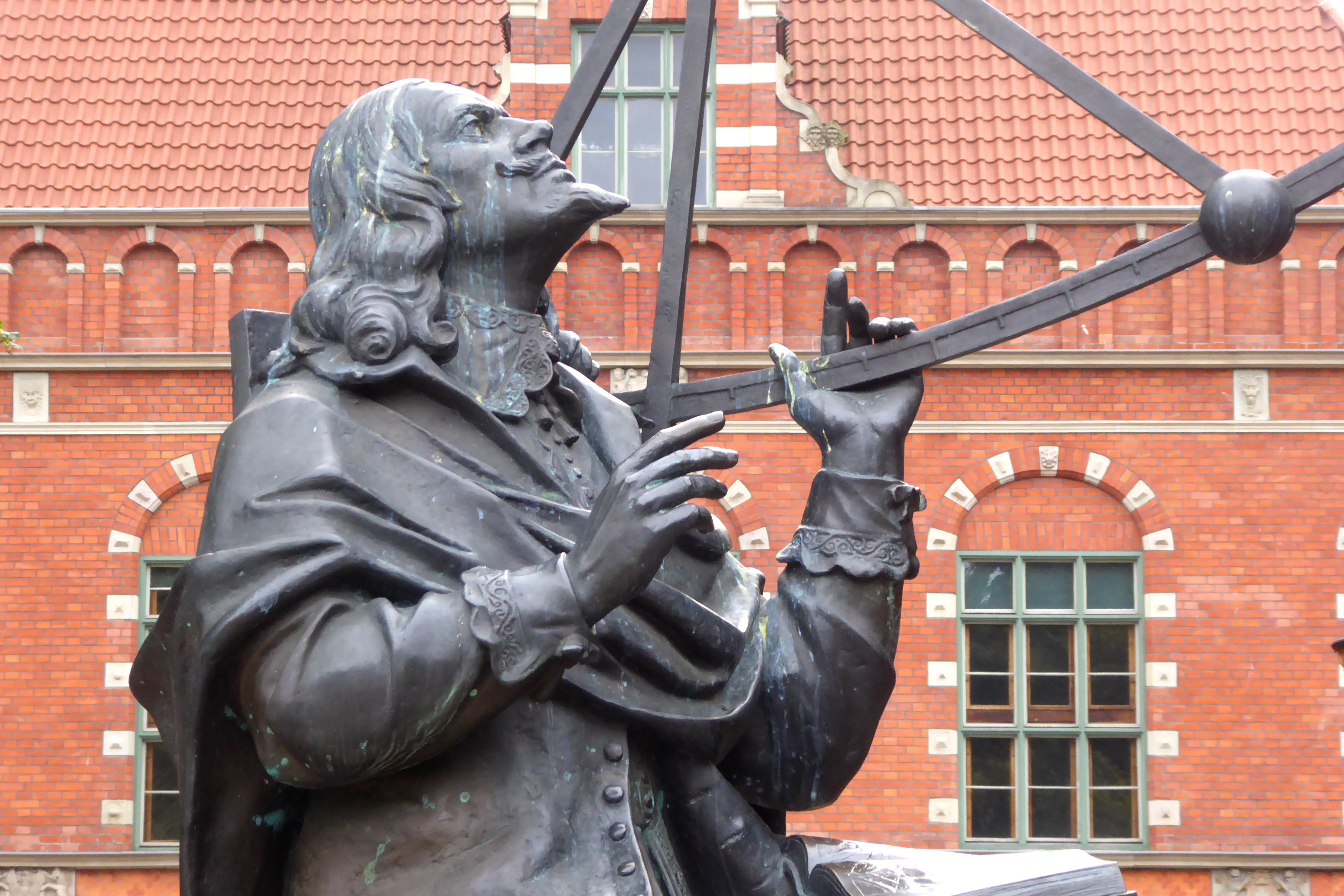
Zbliżenie trzeciego pomnika
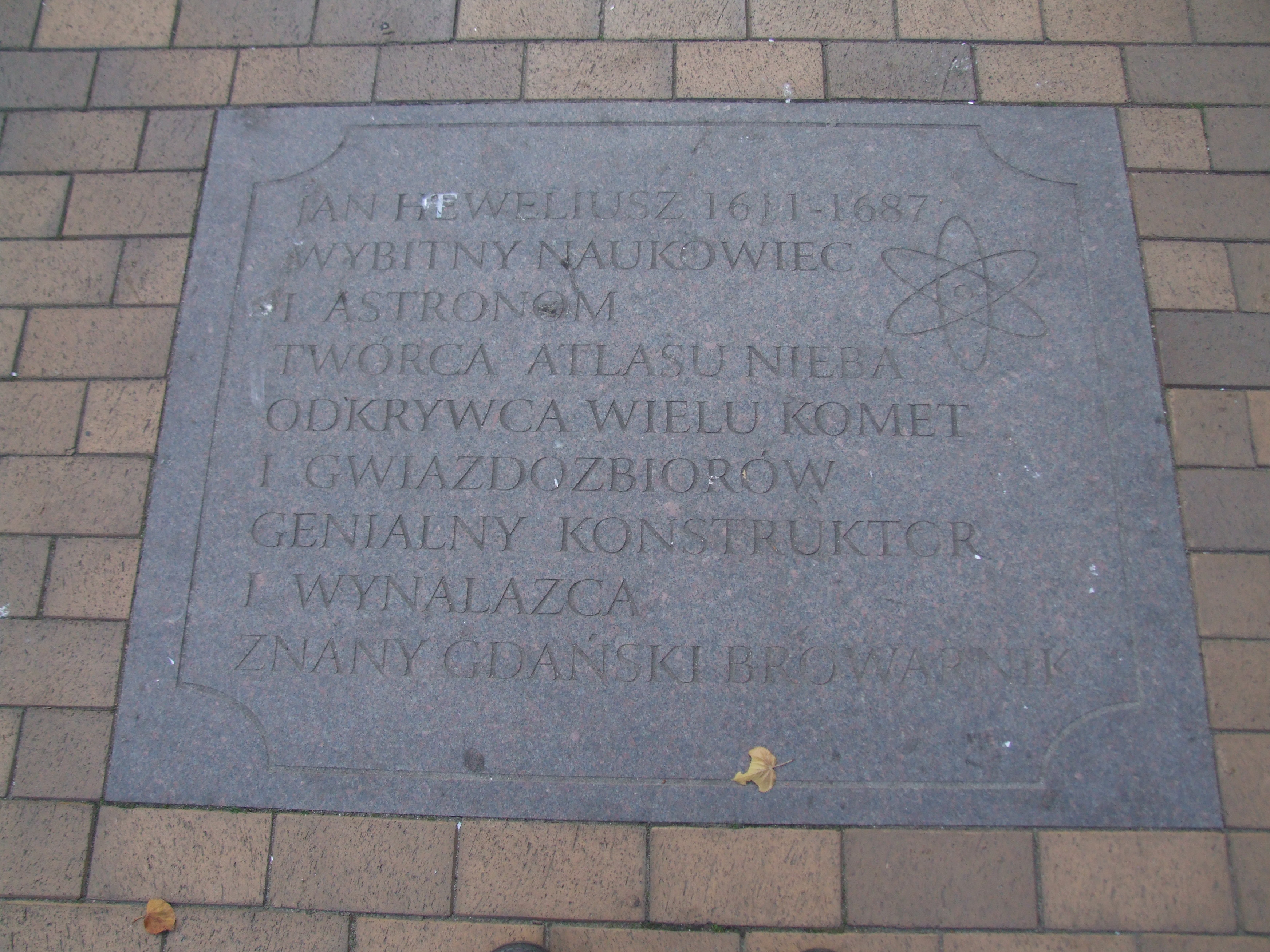
Jedna z płyt w trotuarze przy trzecim pomniku